# Heleno
Na mitologia grega, Heleno foi filho do rei Príamo e da rainha Hécuba, de Troia.
Heleno recebeu de Apolo o dom da adivinhação, pelo que predisse que a viagem de Páris à Grécia seria nefasta. Com efeito, no seguimento da viagem desencadeou-se uma guerra.
Durante a guerra e após a morte de Páris, Heleno aspirou à mão de Helena, mas foi-lhe recusada em favor de Dêifobo. Irado, Heleno retirou-se para o monte Ida. Lá, os gregos, a conselho do adivinho Calcas, o capturaram e torturaram até que ele expusesse o que era necessário para tomar Troia. Heleno disse-lhes que eles venceriam se recuperassem as flechas de Héracles, em posse de Filoctetes; se roubassem o paládio troiano, coisa que conseguiram com o célebre estratagema do cavalo de Troia; e se persuadissem o filho de Aquiles, Neoptólemo, a juntar-se à guerra. Neoptólemo estava escondido da luta em Esquiro, mas os gregos convenceram-no a ir a Troia.
Depois de seus pais serem mortos pelos aqueus na guerra, Heleno foi escravizado por Neoptólemo, de quem ganhou a liberdade e a confiança ao impedi-lo de zarpar com o resto da frota dos aqueus, predizendo uma terrível tempestade. A partir desse ponto, há duas versões para o destino de Heleno:
1. Foi levado para o Epiro, onde Neoptólemo deu-lhe a mão de Andrómaca, viúva de Heitor, e declarou-o herdeiro do seu trono. Quando o filho de Aquiles morreu às mãos de Orestes, Heleno e Andrômaca assumiram o reino onde, mais tarde, receberam a visita de Enéas.
2. Foi levado para o país dos molossos e ali Neoptólemo deu-lhe a mão de sua mãe, Deidamia. Posteriormente, Heleno fundou uma cidade na Molóssia, onde viveu pelo resto da vida.